# Crépy (Pas-de-Calais)
Crépy ist eine französische Gemeinde mit 158 Einwohnern (Stand 1. Januar 2022) im Département Pas-de-Calais in der Region Hauts-de-France (vor 2016 Nord-Pas-de-Calais). Sie gehört zum Arrondissement Montreuil und zum Kanton Fruges.

## Lage
Die Gemeinde Crépy liegt im Artois, 35 Kilometer östlich von Montreuil-sur-Mer und 36 Kilometer westlich von Béthune. Nachbargemeinden von Crépy sind Lisbourg im Norden, Équirre im Osten, Teneur im Süden, Tilly-Capelle im Südwesten, Ambricourt im Westen sowie Verchin im Nordwesten.

## Bevölkerungsentwicklung
| Jahr                       | 1962 | 1968 | 1975 | 1982 | 1990 | 1999 | 2006 | 2015 | 2022 |
| Einwohner                  | 218  | 189  | 183  | 176  | 176  | 170  | 151  | 151  | 158  |
| Quellen: Cassini und INSEE |      |      |      |      |      |      |      |      |      |

## Sehenswürdigkeiten

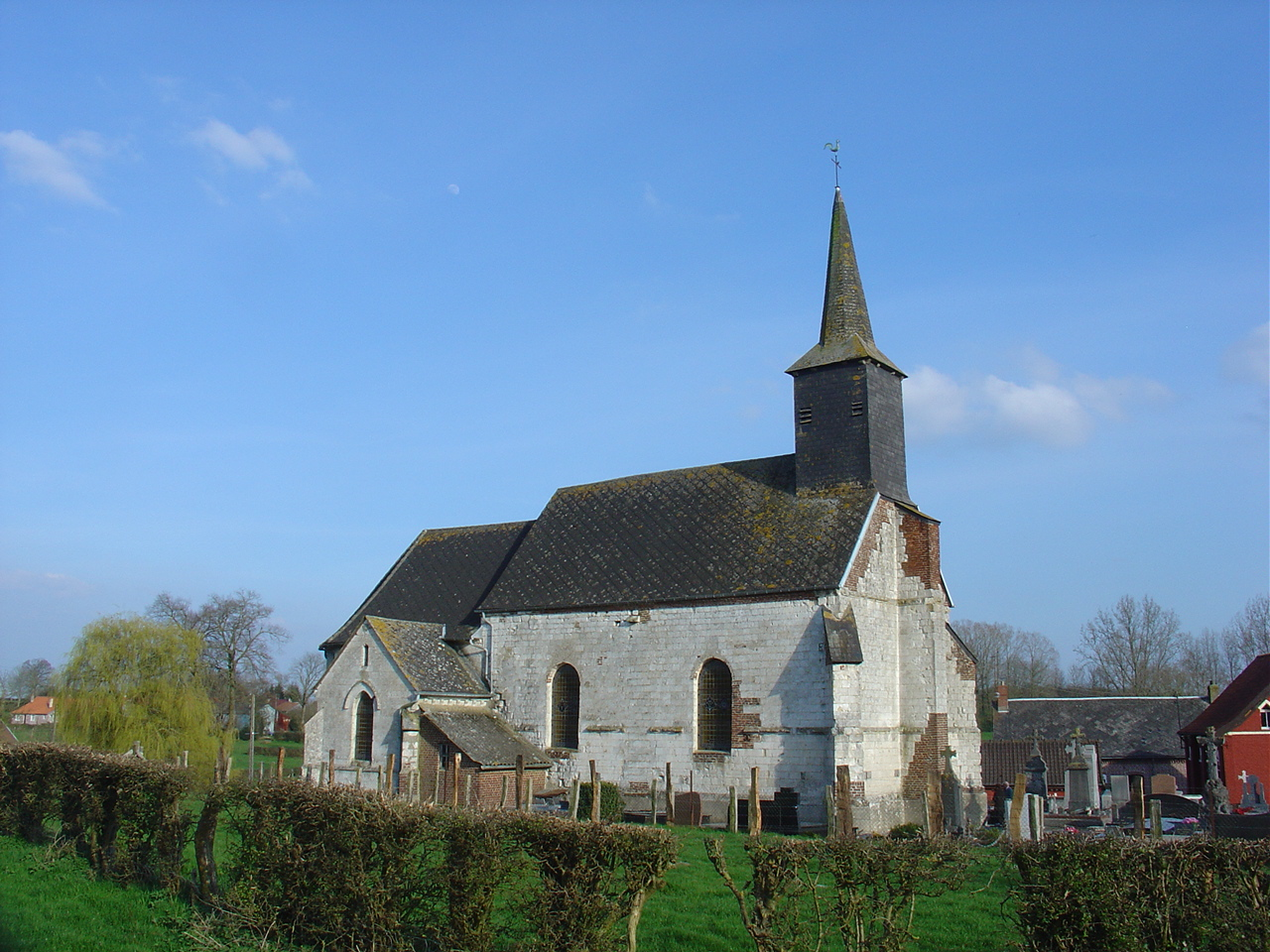
Kirche Saint-Germain
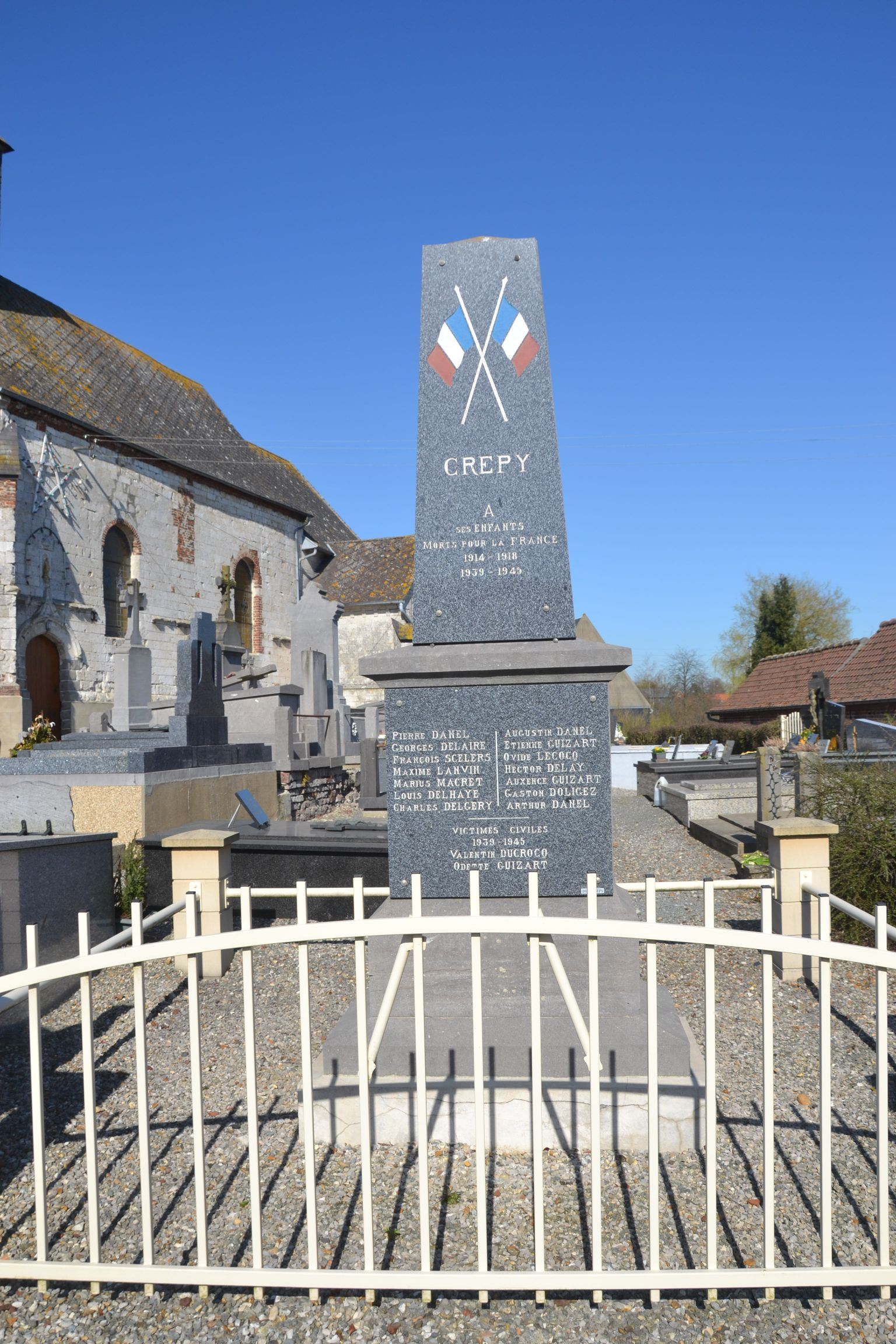
Wasserturm

- Kirche Saint-Germain
- Gefallenendenkmal